# Gobierno provisional para una India libre
El Gobierno provisional de la India libre (Arzi Hukumat-e-Azad Hind en urdu: عارضی حکومت‌ِ آزاد ہند, en hindi: आर्ज़ी हुक़ूमत-ए-आज़ाद हिन्द) o simplemente Azad Hind o India Libre, fue gobierno provisional indio establecido en Singapur en 1943. El gobierno surgió de un movimiento político nacionalista indio, formado en los años de la II Guerra Mundial fuera de la India, cuyo principal objetivo era lograr la independencia de la India del Imperio británico. Con la entrada de Imperio del Japón en la guerra, este movimiento fue auspiciado y financiado por el mismo, que armó a miles de prisioneros de guerra indios, que habían luchado en el bando británico, para formar al Ejército Nacional Indio.

## Historia
Después de la ocupación japonesa de las islas Andamán y Nicobar, el 21 de octubre de 1943, Subhas Chandra Bose se convirtió en jefe de Estado del gobierno provisional para una India libre. El gobierno del Azad Hind dispuso de su propia divisa, cortes judiciales y hasta un código civil, elementos que a ojos de muchos indios contemporáneos conceden una importante legitimidad a esta autoridad en su lucha por la independencia del Imperio británico.
A pesar de su teórica existencia, ella se debía en gran parte por el apoyo militar, político y económico del Imperio japonés, que veía en el Azad Hind una interesante apuesta en el caso de producirse la conquista de la India británica.
Inmediatamente después del establecimiento del Gobierno en el exilio, su líder Subhas Chandra Bose declaró la guerra contra las fuerzas anglo-americanas en el Frente indo-birmano. Los ejércitos de la India libre (oficialmente, denominado Ejército Nacional Indio) participaron en las batallas fronterizas entre Birmania e India, e intentaron sin éxito alzar a la población india contra los británicos. Su participación fue especialmente destacada durante la Batalla de Imfal, en la que el Ejército Imperial Japonés intentó asegurarse un punto de apoyo para una eventual conquista de la India Británica o lograr al menos su neutralización como base de los ejércitos aliados. 
La ofensiva japonesa terminó en completo desastre y constituyó el último intento serio de que el Azad Hind pudiera establecer su autoridad sobre territorio de la India. Con la derrota de Japón en la campaña de Birmania se esfumaron las últimas posibilidades de Chandra Bose para asegurar una revuelta antibritánica y en agosto de 1945, con la completa derrota militar y capitulación del Imperio del Japón, el gobierno provisional se disolvió, el Ejército Nacional Indio perdió el decisivo apoyo bélico nipón, y Bose escapó a Tokio, desapareciendo durante el viaje en un misterio todavía no aclarado.
Hoy en día, muchos historiadores occidentales consideran al Azad Hind un estado títere de Japón, pero la historiografía de la India reconoce a los soldados del Azad Hind como "patriotas" en tanto se enfrentaron con las armas al colonialismo británico, mientras un gran sector de la población de la India considera mártires a los fallecidos del Ejército Nacional Indio por ese mismo motivo.

## Fuerzas Armadas
El Ejército Nacional Indio (E.N.I) o Azad Hind Fauj era el ejército del Gobierno Provisional de la India Libre (Arzi Hukumat-e-Azad Hind), entidad independiente encabezada por el nacionalista Subhas Chandra Bose que luchó junto al 15° Ejército del Japón durante la campaña de Birmania, en el contexto de la Segunda Guerra Mundial. Consistía principalmente de prisioneros de guerra indios que tras servir en el Ejército Británico fueron capturados por las fuerzas del Eje. Aunque es cierto que otro importante contingente estaba formado por civiles indios reclutados en las áreas de Malasia y Birmania controladas por los japoneses.